# Pelitçik, Kargı
Pelitcik là một xã thuộc huyện Kargı, tỉnh Çorum, Thổ Nhĩ Kỳ. Dân số thời điểm năm 2010 là 246 người.